# Hans Knoblich
Hans Knoblich (* 27. April 1933 in Schweinfurt; † 1. Oktober 2024) war ein deutscher Wirtschaftswissenschaftler, der von 1970 bis 1996 als Professor an der Georg-August-Universität Göttingen forschte und lehrte. Seine Forschungsschwerpunkte waren die Bereiche Handelsbetriebslehre und Marketing.

## Leben
Knoblich schloss sein Studium der Wirtschaftswissenschaften an der Universität Erlangen-Nürnberg als Diplomkaufmann ab. 1961 promovierte er zum Dr. oec. mit der Dissertationsschrift Der Kupfer-Weltmarkt. 1968 habilitierte er mit der Schrift Betriebswirtschaftliche Warentypologie im Fach Betriebswirtschaftslehre. Von 1970 an war er ordentlicher Professor an der Georg-August-Universität für den Lehrstuhl Betriebswirtschaftslehre sowie Direktor des Instituts für Marketing und Handel. Er wurde 1996 emeritiert.
Weiterhin war er Vorstandsvorsitzender des Studentenwerks Göttingen.

## Leistungen
Knoblich befasste sich zu Beginn seiner Forschungen insbesondere mit der typologischen Methode in der Betriebswirtschaftslehre beziehungsweise der Betriebswirtschaftlichen Warentypologie, die durch eine komparativ-anschauliche Abstraktion gekennzeichnet ist. Er stellte damit die Waren im Bereich der Absatzwissenschaft in den Vordergrund seiner Betrachtungen. Er siedelte seine Methode zwischen Individualisation und Generalisation an, je nachdem, wie viele Merkmale zur Typisierung herangezogen werden, und fand damit einen Mittelweg zwischen starker Vereinfachung der Realität und Berücksichtigung komplexer Details. Typisierungen gelten als grundlegender Schritt für eine Wissenschaft und leisten damit einen Beitrag für die weiterführende Konzept- und Theoriebildung.
Weiterhin forschte Knoblich im Bereich des Multisensualen Marketings – speziell auf dem Gebiet des Duft- und Geschmacksmarketings. Hier geht es um bewusste Markenführung durch Ansprechen der olfaktorischen und der gustatorischen Wahrnehmung. Knoblich untersuchte diese Wege zur Kundenmanipulation, die sich besonders zur Verhaltenssteuerung in Richtung einer Kaufentscheidung und zur Präferenzenbildung eignen, da sie auf unbewusste Erregungspotentiale abzielen. Dies hat bisher in vielen Branchen Einzug gefunden, beispielsweise durch die Beduftung von Lederwaren, Reisebüros und Neuwagen.

## Werke (Auswahl)
- Marketing mit Duft. 4. Auflage. Oldenbourg, München 2003, ISBN 3-486-24828-6.
- Geschmacksforschung. Marketing und Sensorik für Nahrungs- und Genussmittel. Oldenbourg, München 1996, ISBN 3-486-23362-9.
- Betriebswirtschaftliche Warentypologie. Grundlagen u. Anwendungen. Westdeutscher Verlag, Köln 1969.
- Der Kupfer-Weltmarkt. Duncker & Humblot, Berlin 1962.